# Kineska Tartarija
Kineska Tartarija arhaični je zemljopisni izraz koji se koristio tijekom Dinastije Qing. Izraz se koristio od 1734. godine na karti francuskoga zemljopisca i kartografa Jeana Baptistea Bourguignona d'Anvillea (1697. – 1782.) zvanu „Novi atlas Kine, Kineske Tartarije i Tibeta” (Nouvel atlas de la Chine, de la Tartarie Chinoise et du Thibet) objavljenu 1738. godine (na karti piše 1734. godine). 
D'Anvilleova karta temelji se na karti koju je naručio kineski car, a napravili su je Kinezi pod nadzorom isusovaca. Godine 1738. objavljena je karta „Opis Kineskoga Carstva i Kineske Tartarije s kraljevstvima Koreje i Tibeta” (A description of the empire of China and Chinese-Tartary together with the kingdoms of Korea, and Tibet) koju je napravio otac Jean-Baptiste Du Halde. On je 1741. godine napisao „Opća povijest Kine koja sadrži zemljopisni, povijesni, kronološki, politički i fizički opis Kineskoga Carstva, Kineske Tartarije, Koreje i Tibeta” (The General History of China Containing a Geographical, Historical, Chronological, Political and Physical Description of the Empire of China, Chinese-Tartary, Corea and Thibet).
Suvremena područja koja su prema opisima u navedenim djelima bile dio Kineske Tartarije:
- Xinjiang
- Mongolija
- Mandžurija
- Qinghai (kokonor ili Ho-Ho-Nor)

Godine 1832. granice Kineske Tartarije definirane su u A Geographical Dictionary Or Universal Gazetteer.
Do 1867. godine, područje Kineske Tartarije opisana je kao široka tri područja koje prekrivaju Mandžuriju, Mongoliju i Ili (Xinjiang).

## Vanjske poveznice
- "Chinese Tartary." The Asiatic journal and monthly register for British and foreign India, China and Australasia, Volume 20. Allen, 1836. p. 292.